# Come può uno scoglio
Come può uno scoglio è un film del 2023 diretto da Gennaro Nunziante.

## Trama
L'amicizia tra un candidato sindaco di Treviso e un ex galeotto.

## Distribuzione
Il film è stato distribuito nelle sale cinematografiche italiane a partire dal 28 dicembre 2023.

## Accoglienza

### Incassi
Nel weekend di apertura Come può uno scoglio ha incassato 1224363 €, incassando al termine della distribuzione nei cinema italiani 4278695 €.

### Critica
Il film ha ricevuto recensioni miste da parte della critica cinematografica.
Simone Emiliani di MYmovies.it assegna al film 2,5 stelle su 5, scrivendo che il film si imposti su «una comicità basata sugli opposti», in cui rispetto al precedente film Belli ciao si riscontra «una maggiore cattiveria [...], ma il suo effetto trasgressivo va a intermittenza». Emiliani nota inoltre uno squilibrio tra i due cominci nel corso del film, con «Pio eccessivamente sommerso da Amedeo» e che il tentativo di trarre una comicità assimilabile a Checco Zalone in Cado dalle nubi «funzioni meglio su Amedeo».
Alessandro De Simone di Ciak  riscontra che la storia narrata sia «più classica che non si può» e «senza picchi memorabili», assimilando il film ad un cinepanettone. Il giornalista nota inoltre che «la comicità trasgressiva televisiva di Pio e Amedeo viene qui mitigata e resa più accessibile a un pubblico più vasto» allineandosi invece a «un politicamente corretto rassicurante e aggregante». Damiano Panattoni di Movieplayer.it afferma che il film non sia «niente di fantasmagorico», esso «funziona proprio per l'onestà dichiarata» di essere basato sul «voler intrattenere e voler divertire il pubblico, strisciando quando possibile verso una satira che fa a pezzi tutto».
In una recensione positiva, Manuela Santacatterina di The Hollywood Reporter Roma scrive che il film adotti «una comicità semplice che non pretende di passare per sofisticata o innovatrice» definendola «una commedia onesta, che non finge di essere quello che non è», con una scrittura della sceneggiatura «meno frenata ma mai cattiva o triviale» rispetto ai precedenti progetti cinematografici del duo comico.